# Megachile remotissima
Megachile remotissima är en biart som beskrevs av Cockerell 1926. Megachile remotissima ingår i släktet tapetserarbin, och familjen buksamlarbin. Inga underarter finns listade i Catalogue of Life.